# 和里三王宫
和里三王宫，位于中国广西壮族自治区三江侗族自治县良口乡和里村、南寨村，为一个全国重点文物保护单位，类型为古建筑，为第六批广西壮族自治区文物保护单位，公布时间为2013年5月。
和里三王宫的历史年代为明－清。在清乾隆年间，每年农历二月初二，河里、南寨、欧阳、寨贡四村信众会在三王庙内举行祭神活动，并且于乾隆五十九年（1794），采用依古刻石，立碑限禁的手段，确立三王宫为神圣的祭祀中心，由三王宫所联合在一起的四村民众，逐步结成了一个跨村落的祭祀圈。